# Svetovno prvenstvo v hokeju na ledu 2019
Svetovno prvenstvo v hokeju na ledu 2019 je 83. svetovno prvenstvo v hokeju na ledu. Vodila ga je Mednarodna hokejska zveza. 46 držav je bilo razporejenih v 4 različne divizije. Tekmovanje je tudi služilo kot kvalifikacije za Svetovno prvenstvo v hokeju na ledu 2020.

## Elitna divizija
Tekmovanje je potekalo med 10. in 26. majem 2019 v Bratislavi in Košicah, Slovaška.
Končni vrstni red
| 1. Finska 2. Kanada 3. Rusija 4. Češka 5. Švedska 6. Nemčija 7. ZDA 8. Švica | 1. Slovaška 2. Latvija 3. Danska 4. Norveška 5. Združeno kraljestvo 6. Italija 7. Francija — izpad v Divizijo I A 8. Avstrija — izpad v Divizijo I A |

## Divizija I
| Divizija I A — končni vrstni red 1. Kazahstan — napredovanje v elitno divizijo 2. Belorusija — napredovanje v elitno divizijo 3. Južna Koreja 4. Slovenija 5. Madžarska 6. Litva — izpad v Divizijo I B | Divizija I B — končni vrstni red 1. Romunija — napredovanje v Divizijo I A 2. Poljska 3. Japonska 4. Estonija 5. Ukrajina 6. Nizozemska — izpad v Divizijo II A |

## Divizija II
| Divizija II A — končni vrstni red 1. Srbija — napredovanje v Divizijo I B 2. Hrvaška 3. Avstralija 4. Španija 5. Kitajska 6. Belgija — izpad v Divizijo II B | Divizija II B — končni vrstni red 1. Izrael — napredovanje v Divizijo II A 2. Islandija 3. Nova Zelandija 4. Gruzija 5. Mehika 6. Severna Koreja — izpad v Divizijo III |

## Divizija III
| Divizija III — končni vrstni red 1. Bolgarija — napredovanje v Divizijo II B 2. Turčija 3. Turkmenistan 4. Luksemburg 5. Kitajski Tajpej 6. Južna Afrika — izpad v kvalifikacije za Divizijo III |